# Xenia kusimotoensis
Xenia kusimotoensis is een zachte koraalsoort uit de familie Xeniidae. De koraalsoort komt uit het geslacht Xenia. Xenia kusimotoensis werd in 1955 voor het eerst wetenschappelijk beschreven door Utinomi. 